# William Moore (atleta)
|  | Aquest article tracta sobre l'atleta. Si cerqueu el ciclista, vegeu «William Moore». |

William Craig Moore (Fulham, Londres, 5 d'abril de 1890 – Worthing, West Sussex, 12 de maig de 1960) va ser un atleta anglès que va competir a començaments del segle xx.
El 1912 va prendre part en els Jocs Olímpics d'Estocolm, on disputà dues proves del programa d'atletisme. En els 3.000 metres per equips guanyà la medalla de bronze, mentre en els 1.500 metres quedà eliminat en sèries.